# Uroteuthis vossi
Uroteuthis vossi är en bläckfiskart som först beskrevs av Nesis 1982.  Uroteuthis vossi ingår i släktet Uroteuthis och familjen kalmarer. Inga underarter finns listade i Catalogue of Life.